# Sorygaza argandina
Sorygaza argandina là một loài bướm đêm trong họ Noctuidae.